# Навашин Сергій Гаврилович
Сергі́й Гаври́лович Нава́шин (нар. 2 (14) грудня 1857, с. Царевщина, нині Балтайського району Саратовської області — пом. 10 грудня 1930, Дитяче Село (кол. Царське Село), нині м. Пушкін Ленінградської області) — радянський ботанік, цитолог та ембріолог рослин. Відкрив подвійне запліднення у покритонасінних рослин (1898). Заклав основи морфології хромосом і каріосистематики. Довгий час жив і працював у Києві, створив вітчизняну школу цитології та ембріології рослин, послідовниками якої були такі відомі цитоембріологи рослин як Віра Мандрик, Юрій Петрус та інші.

## Життєпис

### Навчання та життя в Москві
Народився у родині лікаря. Початкову освіту отримав вдома, навчався у Саратівській гімназії.
1874 року — вступив до Медико-хірургічної академії, де переважно займався хімією у лабораторії О. П. Бородіна.
1878 року — переводиться до Московського університету, який закінчує кандидатом у 1881 році, захистивши роботу з хімії. Саме тут під впливом лекцій К. А. Тімірязєва та В. Я. Цингера розпочав вивчати ботаніку після курсу хімії, посів місце лаборанта на кафедрі фізіології рослин, та невдовзі (1885) таку ж посаду у Петровській сільськогосподарській академії.

### Київський період
1894 року запрошено працювати на кафедру систематики та морфології рослин Київського університету. Читав курс анатомії, морфології та систематики рослин. Брав участь у будівництві школи у районі Святошино під Києвом, багато часу проводив з дітьми, опікувався справами Київського товариства натуралістів. У 1894–1896 роках працював над дослідженням берези звичайної. Робота «Про звичайну березу і морфологічне значення халазогамії» стала наслідком підготовки дисертації на здобуття ступеня доктора наук. Захист самої дисертації проходив у Одеському університеті 1896 року. 1894–1914 роки — працює директором ботанічного саду Київського університету. 1898 рік — доповідь про дослідження подвійного запліднення у Lilium martagon L. на засіданні Х з'їзду натуралістів та лікарів. Працює на о. Ява.
Під керівництвом Навашина в Київському політехнічному інституті працювала Марія Василівна Дорошенко

### Радянський період
Професор Тбіліського (1918–1923) університету. Один із засновників (1923) і перший директор (до 1929) Біологічного інституту ім. Тімірязева в Москві. Академік АН СРСР (1918; член-кореспондент 1901), академік АН УРСР (1924).
Похований в Москві.

## Наукова діяльність
Сергій Гаврилович Навашин працював здебільшого у галузі хімії, а також цитології, ембріології та морфології рослин. Дослідив у берези механізм проникнення пилкової трубки в насінну бруньку через її підставу — халазу; проходження трубки у вільхи, в'яза, волоського горіха та згодом довів наявність халазогамії і у інших однопокривних рослин. Фундаментальне значення мало відкриття ним у покритонасінних рослин подвійного запліднення, що пояснило природу їх триплоїдного ендосперма, а також природу ксеній. Заклав основи вчення про морфологію хромосом та її таксономічне значення.

## Нагороди та звання
- 1901 рік — член-кореспондент Російської АН.
- 1904 рік — присудження премії імені Бера.
- 1908 рік — член-кореспондент Баварської Академії наук.
- 1911 рік — іноземний член Лондонського Ліннеївського товариства.
- 1918 рік — дійсний член Російської АН.